# Unterweißenbach
Unterweißenbach è un comune austriaco di 2 224 abitanti nel distretto di Freistadt, in Alta Austria; ha lo status di comune mercato (Marktgemeinde).